# Lilambo
Lilambo ist ein Verwaltungsbezirk (Ward) des Distrikts Songea (MC) in der tansanischen Region Ruvuma.

## Geografie
Lilambo liegt im Südwesten von Tansania, westlich des Stadtzentrums der Regionshauptstadt Songea. Der Bezirk grenzt im Osten an die Bezirke Mwengemshindo und Ruhuwiko, im Südosten an Subira. Im Süden, Westen und Norden grenzt Lilambo an den Distrikt Songea. Bei der Volkszählung 2022 lebten 12.642 Menschen in 3482 Haushalten auf einer Fläche von 130 Quadratkilometern.

## Gliederung
Der Bezirk besteht aus acht Stadtteilen (Mtaa):
- Lilambo A
- Lilambo B
- Mwanamonga
- Likuyufusi
- Sinai
- Myegeya
- Luwawasi
- Mang'ua

## Infrastruktur
- Bildung: Im Bezirk liegen zwei staatliche weiterführende Schulen.[7] Die Chaburuma Secondary School[8] und die Sili Secondary School[9] bilden jeweils Mädchen und Burschen bis zur 4. Stufe aus.
- Gesundheit: In Lilambo A gibt es ein staatliches Gesundheitszentrum,[10] in den Orten Lilambo B,[11] Mwanamonga[12] und Likuyufusi[13] je eine staatliche Apotheke.
- Verkehr: Durch den Bezirk verläuft die asphaltierte Nationalstraße T12, die von Songea nach Westen zum Malawisee führt.[14]